# Nematus bohemani
Nematus bohemani är en stekelart som beskrevs av Thomson 1871. Nematus bohemani ingår i släktet Nematus, och familjen bladsteklar. Arten är reproducerande i Sverige.